# MAT-49
Il MAT-49 è un mitra progettato tra il 1949 ed il 1979 in Francia dalla Manufacture Nationale d'Armes de Tulle per l'utilizzo da parte dell'esercito francese.

## Storia

### La progettazione
Nell'immediato secondo dopoguerra l'esercito francese decise di sostituire il suo mitra d'ordinanza MAS 38, giudicato balisticamente insufficiente per l'impiego militare, oltre che costoso da produrre. Dopo la valutazione di numerosi prototipi presentati dai diversi arsenali di Stato, l'arsenale francese di Tulle (MAT - Manufacture d'Armes de Tulle) vinse le prove militari e l'anno seguente avviò la produzione in serie del MAT-49 in calibro 9 x 19mm. La sua produzione rapida ed economica (grazie all'utilizzo di lamiere stampate) ne garantì una veloce diffusione nelle forze armate francesi, che ne avevano urgente bisogno.
Fu fornita all'Esercito, alla Gendarmeria, alla Legione straniera, alle truppe paracadutiste e alle truppe coloniali. La produzione continuò a Tulle fino alla metà degli anni '60, dopodiché fu spostata alla Manufacture d'Armes de St-Etienne, dove fu prodotto fino al 1979; nello stesso anno entrò in servizio nell'esercito francese il fucile d'assalto FAMAS, e il MAT-49 cominciò gradualmente ad essere ritirato dal servizio; la produzione cessò nel 1979.

### L'impiego nei conflitti
Il MAT-49 venne largamente utilizzata nella Guerra d'Indocina, nella Guerra d'Algeria, nella Crisi di Suez ed, in misura minore, nella Guerra del Vietnam, nonché in moltissimi conflitti e operazioni militari in tutto il mondo. Di regola, nelle Forze armate francesi fu distribuita ai sottufficiali, ufficiali e personale tecnico, autisti, carristi e serventi a mortai e cannoni, a tutti coloro cioè che non avevano bisogno del lungo e ingombrante fucile d'ordinanza. L'arma venne inoltre ampiamente venduta a molti Paesi di influenza francese (Marocco, Algeria, Tunisia, Senegal ecc)
L'arma trovò ampio consenso tra le truppe paracadutiste e gli equipaggi dei veicoli corazzati, che ne apprezzarono l'elevato volume di fuoco e la compattezza. Costruita con materiali robusti, la MAT-49 si dimostrò un'arma affidabile ed efficace nelle giungle vietnamite come nei deserti nordafricani, ideale per gli scontri ravvicinati e le pattuglie. venne poi adottato da tutti gli Stati dell'Africa francofona, e dalle formazioni di guerriglia ovunque la Francia fosse coinvolta: segnatamente fu un'arma standard dell'ALN algerina e dell'OAS, diversi esemplari furono adoperati anche dai Vietcong e dai movimenti di insorti congolesi e katanghesi, e venne anche venduta alle forze armate di Laos, Libano e Bolivia.

### La dismissione
Sebbene ufficialmente sostituita dal fucile FAMAS fin dal 1979, restò in dotazione all'esercito francese ancora a lungo. L'ultima unità militare francese ad averla in dotazione fu il 15º Reggimento Genio Aeronautico (15° RGA) che l'aveva ancora in dotazione nel 1998.

## Caratteristiche

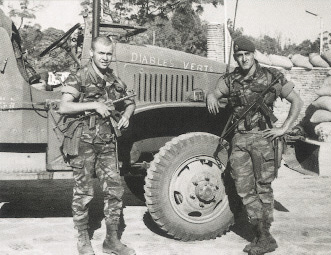
Battaglia di Kolwezi, 1978: due paracadutisti della Legione Straniera francese armati di MAT-49 appoggiati a un camion militare GMC, appena dopo la cessazione dei combattimenti. La MAT-49 era l'arma ideale per le truppe avioportate (TAP) francesi, anche se il fucile semiautomatico MAS 49 restò sempre più diffuso.

Il MAT-49 è un'arma semplice e robusta, costruita in lamiera imbutita e saldata, utilizza munizioni 9mm Parabellum, alimentata da caricatori bifilari da 20 colpi o da 32, simili a quelli dello Sten. Il volume di fuoco è di 600 colpi/min in modalità solamente automatica.
Lo schema tecnico è molto classico e semplice, a tutto vantaggio dell'economia di costruzione e della facilità e affidabilità d'uso. Adopera un meccanismo a massa battente con ciclo di sparo ad otturatore aperto, cioè l'arma inizia il fuoco dopo che il tiratore ha armato l'otturatore che resta bloccato in posizione arretrata: quando si preme sul grilletto, la leva di scatto sblocca l'otturatore che sotto la spinta della molla di riarmo scatta in avanti, sfila una cartuccia dal caricatore, la inserisce in camera di scoppio e immediatamente dopo la esplode, grazie al percussore fisso. Caratteristica dell'arma è che la leva di armamento, sul lato sinistro, non è solidale all'otturatore ma è inserita su di un chiavistello scorrevole che può essere richiuso in avanti per impedire a sporcizia e corpi estranei di entrare nell'arma, mentre l'otturatore è libero di muoversi; la finestra di espulsione, sul lato destro, presenta anch'essa uno sportello a molla richiudibile (che si apre automaticamente azionando l'otturatore). La molla di riarmo è inserita direttamente nella parte alta dell'otturatore e lo attraversa completamente. 

Schema della MAT 49/54, derivata direttamente dalla MAT 49 con una canna più lunga e un calcio in legno.

L'otturatore è un parallelepipedo di acciaio, molto robusto. La parte frontale dell'otturatore però è lavorata in modo che dalla faccia squadrata sporga un risalto circolare alto circa 12 mm, dove sono alloggiati anche estrattore elastico e percussore (fisso): questo risalto si va a inserire direttamente nel vivo di culatta della canna, opportunamente sagomata; pertanto l'otturatore della MAT 49 non si limita ad inserire le cartucce in camera di sparo e ad estrarle, ma realizza così una vera chiusura. In tal modo l'otturatore, grazie al risalto sporgente, mantiene la culatta chiusa e a tenuta di gas di sparo per 12 mm anche quando ha già iniziato la sua corsa retrograda dopo lo sparo. Soluzione brillante e molto valida, poiché con poca spesa garantisce la sicurezza di alimentazione dell'arma e di funzionamento.
Il fuoco è possibile solo in modalità automatica, a raffica. La canna è avvolta da un manicotto traforato che dovrebbe servire a ventilarla, ma la MAT 49 si surriscalda piuttosto in fretta e i suoi utenti dovevano fare molta attenzione a non spostare le mani dall'impugnatura anteriore.
L'arma presenta due caratteristiche peculiari: l'alloggiamento del caricatore, che funge anche da impugnatura anteriore tanto da essere sagomato per migliorare la presa (e che gioca un grosso ruolo nell'eliminare il rischio di inceppamenti poiché impedisce alla mano del tiratore di muovere il caricatore) può essere ruotato in avanti di 90°, anche a caricatore inserito, per facilitare il trasporto o lo stoccaggio. Ancora, sull'impugnatura posteriore è presente una leva di sicurezza che blocca l'otturatore e gli impedisce di muoversi a meno che non venga premuta dal palmo del tiratore. È assente, invece, una sicura manuale, scelta in effetti molto razionale su di un'arma militare. I caricatori disponibili sono da 20 o 32 colpi. L'arma si smonta per la manutenzione ruotando in avanti l'impugnatura anteriore fino a mettere a giorno un piolo elastico sotto il castello: premendolo, il castello si svincola dal fusto e può essere rimosso, dando accesso alle parti interne.
Gli organi di mira sono: una diottra posteriore a L, ruotabile in due posizioni (50 e 100 metri) e un mirino anteriore a piolo protetto da un tunnel semicircolare (simile a quello della MP-40). Il MAT-49 è dotato di un calcio metallico retrattile, che esteso porta la lunghezza totale dell'arma a 720 mm. Nella versione standard la canna misura 230 mm. Il peso totale dell'arma, senza caricatore, è di 3,5 chilogrammi che sale a 4,20 kg ad arma carica,   relativamente pesante per la sua categoria.
Il comportamento al tiro è giudicato valido dagli esperti: il peso dell'arma rende facile controllare il tiro a raffica dalla spalla, mentre nel tiro istintivo dal fianco la MAT-49 disperde i colpi in verticale (come tutte le pistole-mitragliatrici) il che può essere sfruttato a vantaggio del tiratore, a breve distanza. La gittata utile è di 200 metri in teoria, ma in pratica si riduce a 50-70m.

## Varianti

### MAT 49/54
il MAT 49/54 è una versione speciale creata appositamente per la polizia, dotata di selettore per cambiare modalità di fuoco da semiautomatico ad automatico, di una canna più lunga e un calcio fisso in legno. Venne estesamente usata dalla Gendarmerie e dalla Police Nationale francesi.

### MAT 49 in Viet Nam
Dopo la sconfitta francese in Indocina, numerosi MAT-49 caddero in mano ai Viet Minh, che li convertirono per utilizzare le munizioni sovietiche Tokarev, facilmente reperibili visti i continui rifornimenti da parte dell'Unione Sovietica e della Repubblica Popolare Cinese. Queste armi modificate sono distinguibili per la canna più lunga, il caricatore curvo da 35 colpi e un volume di fuoco maggiore, di circa 900 colpi/min.